# アナトール・リトヴァク
アナトール・リトヴァク （Anatole Litvak, 1902年5月10日 - 1974年12月15日） は、ロシア出身の映画監督。ドイツ、フランス、イギリス、アメリカで活動した。日本ではリトバーク、リトヴァークとも表記される。

## 来歴
出生名アナトリー・ミハイロヴィチ・リトヴァク（Анатолий Михайлович Литвак）としてロシア帝国 （現ウクライナ）のキエフで生まれた。父親はユダヤ人の銀行頭取。14歳の時にサンクトペテルブルクに移り、前衛劇場で俳優としてデビューした。その後、同地の大学で哲学と演技を学び、劇団で俳優兼助手となった。
1923年、ノルドキノ・スタジオに入り、数本の作品で脚本や美術を担当。同時に初の短編『Tatiana』を製作したが、同年にドイツへと渡った。
ドイツではゲオルク・ヴィルヘルム・パープスト監督の『喜びなき街』（1925年）の編集やアレキサンダー・ボルコフの助監督を務めた。その後、1930年に長編『Dolly macht Karriere 』で映画監督としてデビュー。以後、『女人禁制』（1931年）、『今宵こそは』（1932年）を発表したが、1933年にナチス政権が誕生すると、リトヴァクはフランスへと移住。同地で『最期の戦闘機』（1935年）や『うたかたの戀』（1936年）などを発表した。
1937年にアメリカへと渡り、ハリウッドに進出。数本の犯罪映画や『黄昏』（1938年）や『凡てこの世も天国も』（1940年）といったロマンス映画を発表。1942年から1945年までは『ザ・バトル・オブ・チャイナ』（1944年）などプロパガンダ映画『我々はなぜ戦うのか』シリーズを、フランク・キャプラと共同で監督した。戦後、フランス政府からレジオン・ドヌール勲章が授与された。
その後もアメリカに留まり、アカデミー監督賞にノミネートされた『蛇の穴』（1948年）やイングリッド・バーグマンを起用した『追想』（1956年）などの作品を発表した。1960年代からは再びヨーロッパに移り、バーグマンとイヴ・モンタンを起用した『さよならをもう一度』（1961年）や『将軍たちの夜』（1967年）などの作品を発表した。
1974年12月15日、フランスのヌイイ＝シュル＝セーヌで死去した。

## 監督作品
- Dolly macht Karriere （1930年）
- 女人禁制 Nie wieder Liebe （1931年）
- Calais-Douvres （1931年）
- Coeur de lilas （1932年）
- 今宵こそは Das Lied einer Nacht （1932年）
- Tell Me Tonight （1932年）
- La chanson d'une nuit （1933年）
- Sleeping Car （1933年）
- Cette vieille canaille （1933年）
- 最後の戦闘機 L' Équipage （1935年）
- うたかたの戀 Mayerling （1936年）
- The Woman I Love （1937年）
- トヴァリッチ Tovarich （1937年）
- 犯罪博士 The Amazing Dr. Clitterhouse （1938年）
- 黄昏 The Sisters （1938年）
- 戦慄のスパイ網 Confessions of a Nazi Spy （1939年）
- Castle on the Hudson （1940年）
- 凡てこの世も天国も All This, and Heaven Too （1940年）
- 栄光の都 City for Conquest （1940年）
- Out of the Fog （1941年）
- Blues in the Night （1941年）
- 純愛の誓い This Above All （1942年）
- Prelude to War （1942年） ドキュメンタリー。フランク・キャプラと共同監督
- The Nazis Strike （1943年） 短編ドキュメンタリー。 フランク・キャプラと共同監督
- Divide and Conquer （1943年） ドキュメンタリー。 フランク・キャプラと共同監督
- The Battle of Russia （1943年） ドキュメンタリー。 フランク・キャプラと共同監督
- ザ・バトル・オブ・チャイナ The Battle of China （1944年） ドキュメンタリー。 フランク・キャプラと共同監督
- War Comes to America （1944年）
- 朝はまだ来ない The Long Night （1947年）
- 私は殺される Sorry, Wrong Number （1948年）
- 蛇の穴 The Snake Pit （1948年）
- 暁前の決断 Decision Before Dawn （1951年）
- 想い出 Un acte d'amour （1953年）
- 愛情は深い海のごとく The Deep Blue Sea （1955年）
- 追想 Anastasia （1956年）
- マイヤーリング Mayerling （1957年） 『うたかたの戀』を再映画化したテレビ映画
- 旅 The Journey （1959年）
- さよならをもう一度 Goodbye Again （1961年）
- 真夜中へ5哩 Le couteau dans la plaie （1962年）
- 将軍たちの夜 The Night of the Generals （1967年）
- 殺意の週末 The Lady in the Car with Glasses and a Gun （1970年）